# ميستانغيت
ميستانغيت (بالفرنسية: mistɛ̃ɡɛt)‏، وُلدت جين فلورنتين بورجوا في 3 إبريل 1875- 5 يناير 1956) هي ممثلة ومغنية فرنسية. كانت الفنانة الأعلى أجراً في العالم آنذاك.

## سيرتها الذاتية
هي ابنة أنطوان بورجوا، العامل اليومي ذو ال31 عاماً، وجانيت ديربي، الخياطة ذات ال21 عاماً، ولدت جين بورجوا في 5 شارع شمعون دو فير (شارع غاستون إسرائيل حاليا)، في بلدية اينا ليز بينز، مقاطعة فال دواز، بمنطقة إيل دو فرانس، فرنسا. انتقلت العائلة إلى بلدية سوازي سو ممورنسي حيث قضت جين طفولتها، وعمل والديها فيما بعد كصانعي مفروشات.
في طفولتها أرادت بورجوا أن تصبح فنانة. عملت كبائعة ورد في مطعم في مسقط رأسها، حيث كانت تغني الأغاني الشعبية بينما تبيع الورود. بعد أن تلقت دروساً في المسرح والغناء، بدأت حياتها المهنية كفنانة في عام 1885. وعلى متن قطار أثناء ذهابها إلى باريس لحضور درس لعزف الكمان، قابلت سان مارسيل، مخرج المسرحية الهزلية في كازينو دي باريس. حيث ساعدها في أن تعمل في المسرح، ومن ثم بدأت بورجوا السعي لتحقيق طموحها لتصبح فنانة، حيث حصلت على العديد من الأسماء الفنية على التوالي وهي سيدة هاليت، سيدة تنغيت، ميستينغيت، وأخيراً ميستانغيت. في الثمانينات زارت ميستانغيت جارتها آنا تيبو لتطلب نصيحتها. أخبرتها تيبو «لكي تنجحِ في المسرح... يجب أن تكوني جميلة. وأن تثيري إعجاب الرجال.» سألتها ميستانغيت إذا ما كانت تقصد أن تعجب الجمهور. نفت تيبو قائلة «لا، الرجال»
ظهرت بورجوا لأول مرة باسم ميستانغيت على خشبة مسرح كازينو دي باريس في عام 1895 وظهرت في أماكن أخرى مثل فولي بيرجير، الطاحونة الحمراء والدورادو. فتنت أعمالها المثيرة باريس، واستمرت لتصبح الفنانة الفرنسية الأكثر شعبية والأعلى أجراً في العالم في ذلك الوقت، اشتهرت بحماسها وبريقها المسرحي. في عام 1919 تم التأمين على قدميها بمبلغ 500.000 فرنك فرنسي.
بالرغم من أن ميستانغيت لم تتزوج مطلقاً، كان لديها ابن يدعى Léopoldo João de Lima e Silva. كان على علاقة طويلة مع موريس شيفالييه الذي يصغرها ب 13عاماً. قيل أنها وشيفالييه في عام 1940 أبلغوا الشرطة بأن المغني وكاتب الأغاني شارل تروني مثلي ويعاشر الرجال.
سجلت أولى أغانيها «رجٌلي» "Mon Homme"، في عام 1916. واشتهرت بالإنجليزية بعنوان "My Man" والتي غنتها فاني برايس وأصبحت معياراً في مرجع العديد من مغنيين البوب والجاز.
خلال جولتها للولايات المتحدة، جاوبت ميستانغيت سؤال مجلة التايم لها عن شعبيتها «إنه شيء أشبه بالمغناطيس. اقترب أكثر واجذبهم إليّ.»

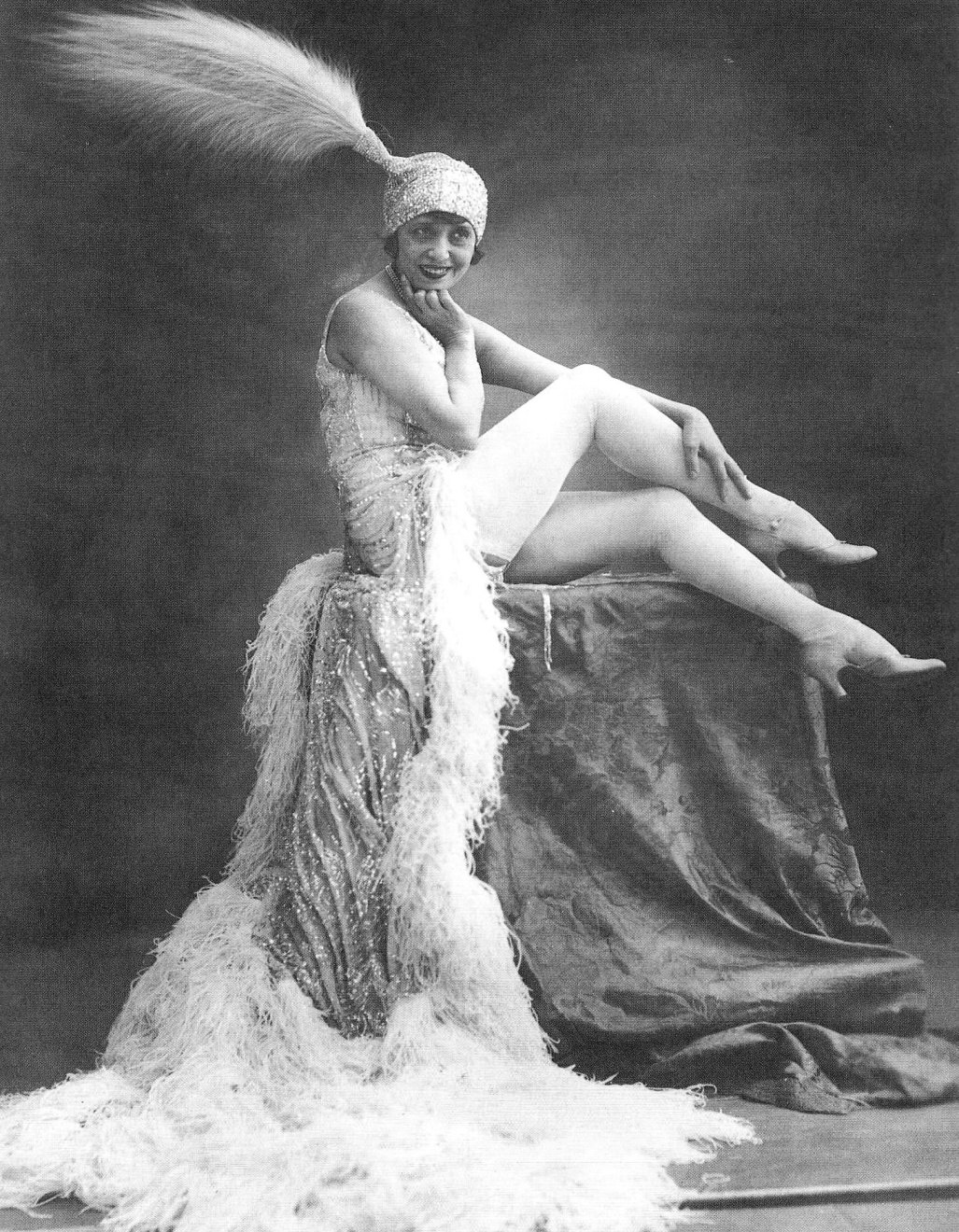
ميستانغيت في صالة الطاحونة الحمراء

## وفاتها
توفيت ميستانغيت في بوجيفال، فرنسا، عن عمر يناهز 80 عاماً، بحضور ابنها الطبيب. دٌفنت في مقبرة في بلدية اينا ليز بينز، إيل دو فرانس، فرنسا.
عقب وفاتها ذكر الكاتب جان كوكتو في نعيها، «أن صوتها كان غير منسق بعض الشيء مثل صوت الباعة المتجولين ـــ الأجش في الشوارع الباريسية، الجاذب للباريسيين. كانت من الجنس الحيواني الذي لا يدين بشيء للعلم والفكر. تجسدت في ذاتها. شعرت بالإطراء بالوطنية الفرنسية التي لم تكن مخزية. من الطبيعي الآن أن تتلاشى، مثل غيرها من تماثيل عذارى كارواي في تلك الحقبة العظيمة والرائعة التي كانت لنا».

## معرض صور

بوستر لميستانغيت عام 1911
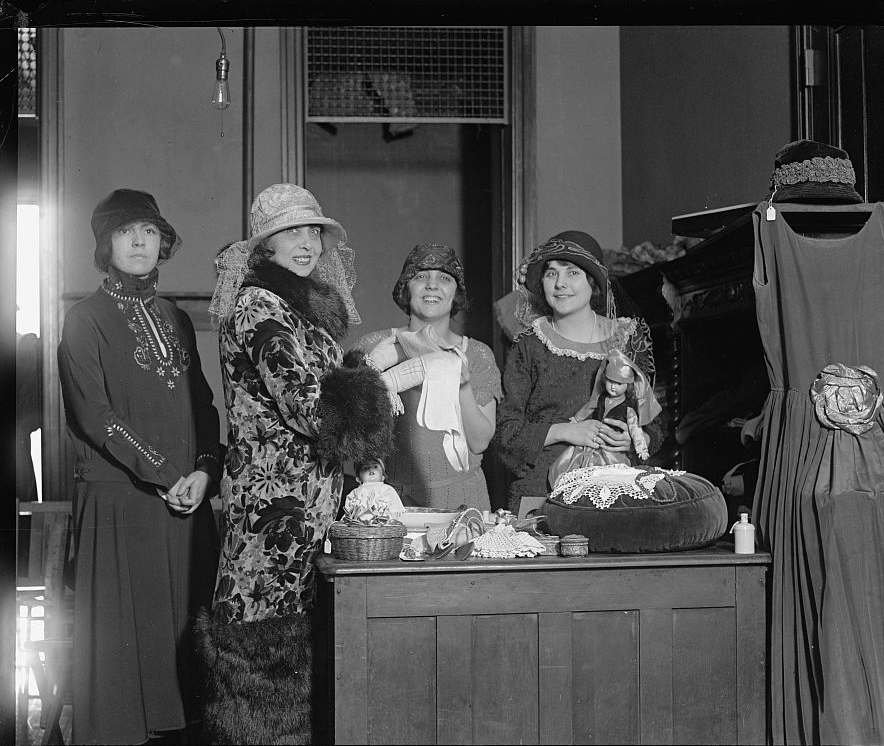
ميستانغيت في الولايات المتحدة عام 1924
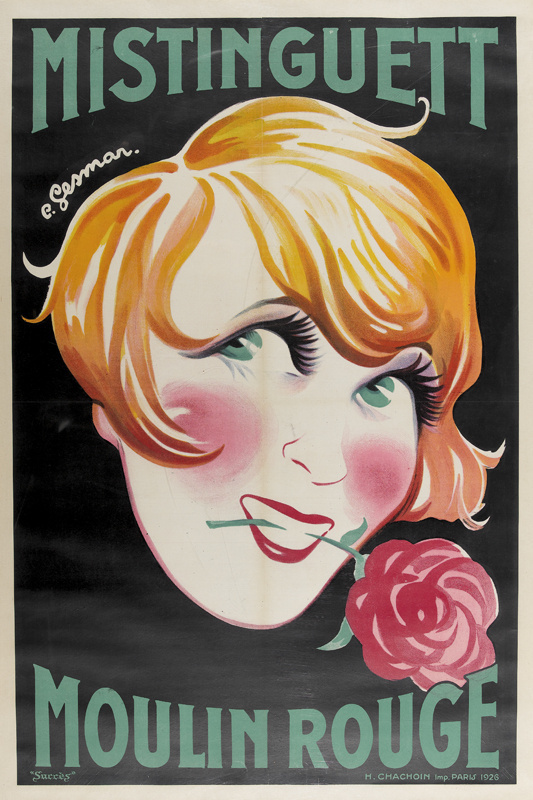
بوستر لميستانغيت في صالة عرض الطاحونة الحمراء
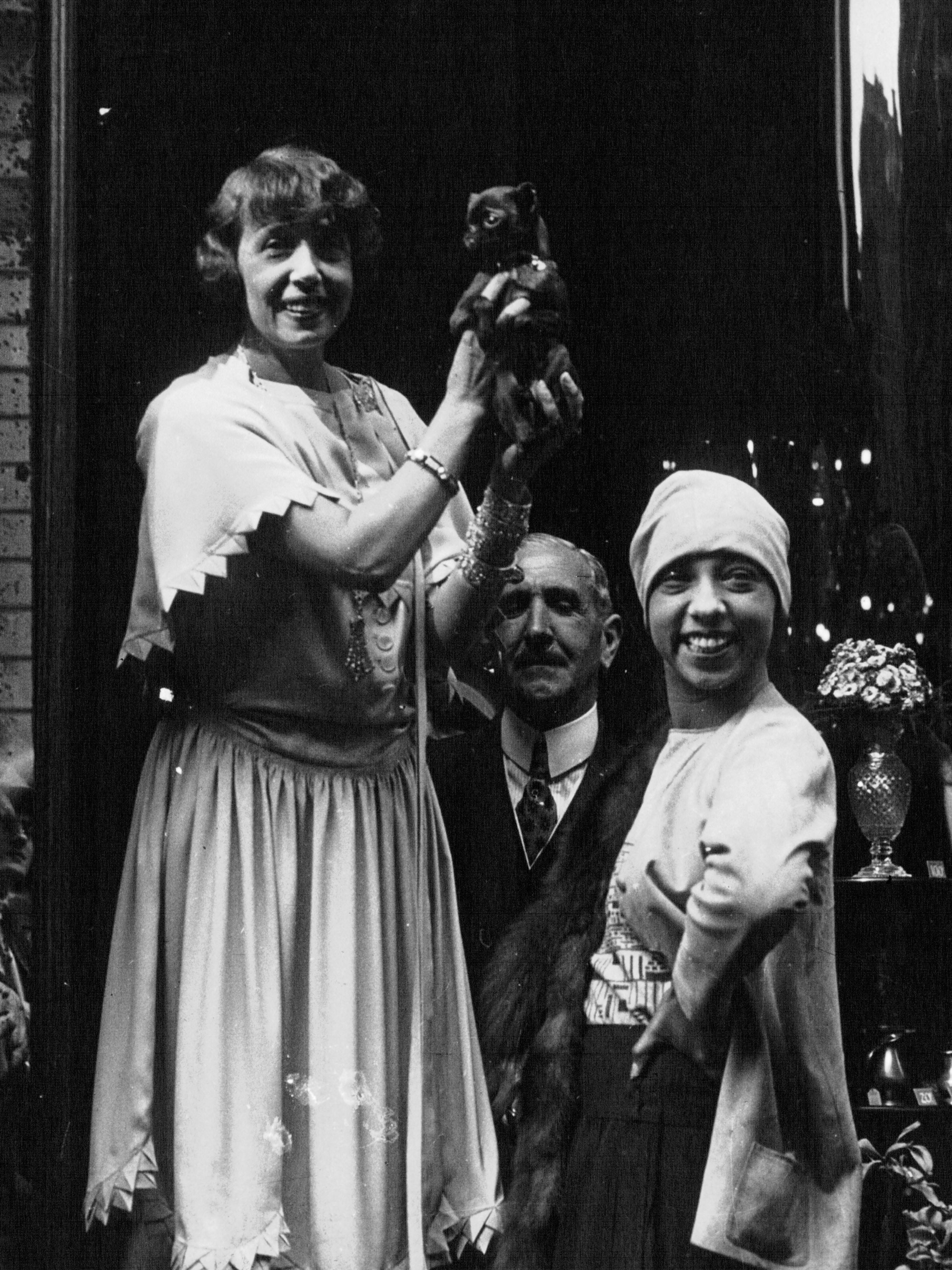
ميستانغيت وجوزفين بيكر عام 1972
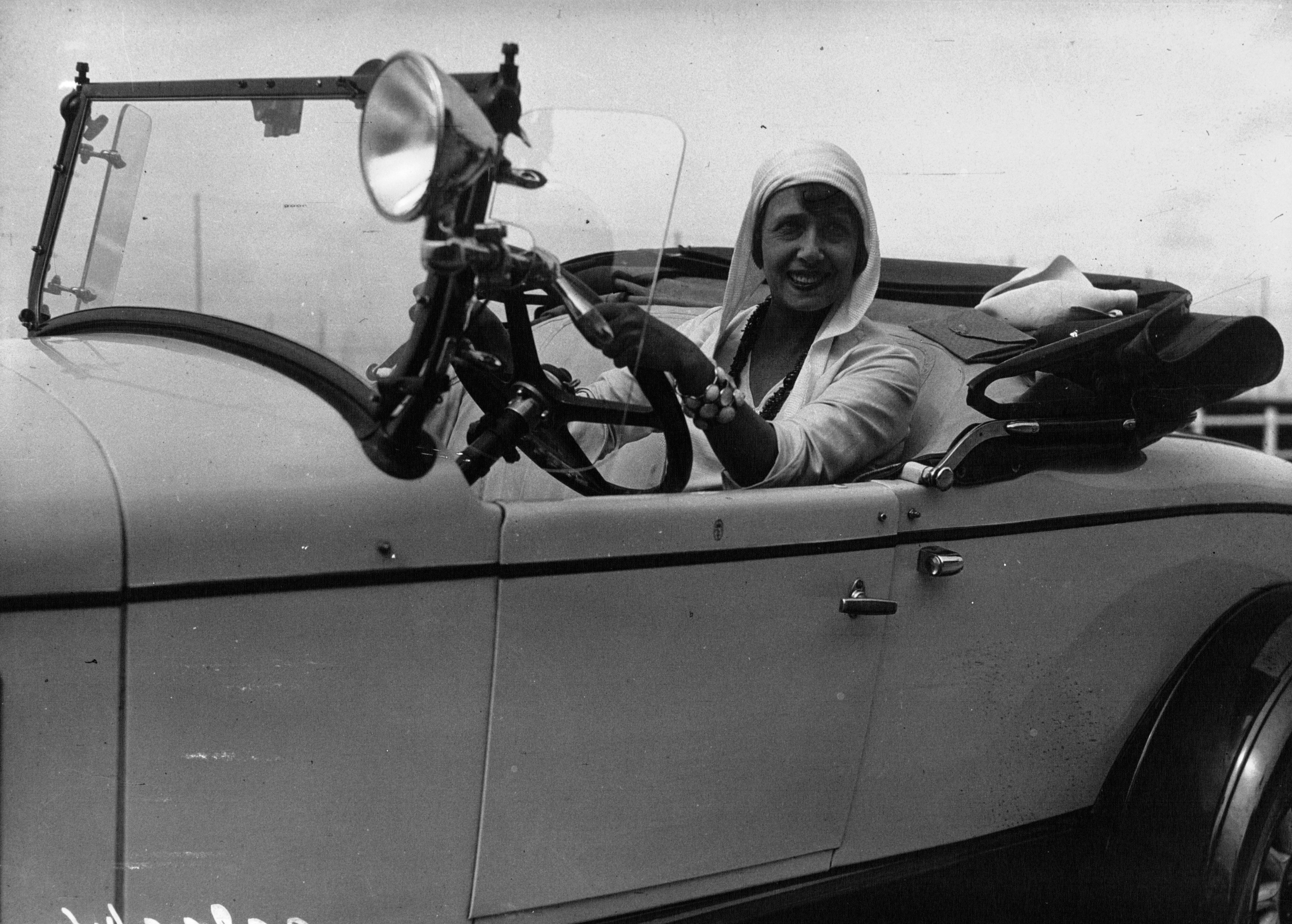
ميستانغيت في بلدها كرايسلر، دوفيل، فرنسا، 1929

لا شئ

## أفلام
- Carosello del varietà (1955)
- Paris 1900 (1947)
- Rigolboche (1936).... Lina Bourget
- Island of Love (1929)
- Mistinguett détective II (1917)
- Mistinguett détective (1917)
- Flower of Paris (1916).... Margot Panard et Mistinguett
- Sous la menace (1916)
- The Gold Chignon (1916)
- Doppia ferita, La (1915)
- Valse renversante, La (1914)
- Misérables – Époque 4: Cosette et Marius, Les (1913).... Éponine
- Misérables – Époque 3: Cosette, Les (1913).... Éponine
- Misérables – Époque 2: Fantine, Les (1913).... Éponine Thénardier
- Misérables – Époque 1: Jean Valjean, Les (1913).... Éponine Thénardier
- Glu, La (1913).... Fernande, dite 'La Glu'
- Une bougie récalcitrante (1912)
- Parapluie, Le (1912)
- Vocation de Lolo, La (1912)
- À bas les hommes (1912)
- Bal costumé (1912)
- Coup de foudre, Le (1912)
- Folle de Penmarch, La (1912).... Yvonne ... aka Folle de Pen-March, La (France)
- Moche, La (1912)
- L'Oubliée, L (1912)
- Un enfant terrible (1912)
- Clown et le pacha, Le (1911)
- Épouvante, L' (1911).... La star de music-hall ... aka Terror-Stricken (UK)
- Ruse de Miss Plumcake, La (1911).... Miss Plumcake
- Timidités de Rigadin, Les (1910).... La fiancée de Rigadin
- Ce bon docteur (1909)
- L'Enlèvement de Mademoiselle Biffin (1909)
- Un mari qui l'échappe belle (1909)
- Fiancée récalcitrante, La (1909)
- Fleur de pavé (1909)
- L'Empreinte ou La main rouge (1908)

## وصلات خارجية
- ميستانغيت على موقع IMDb (الإنجليزية)
- ميستانغيت على موقع الموسوعة البريطانية (الإنجليزية)
- ميستانغيت على موقع مونزينجر (الألمانية)
- ميستانغيت على موقع ألو سيني (الفرنسية)
- ميستانغيت على موقع ميوزك برينز (الإنجليزية)
- ميستانغيت على موقع أول موفي (الإنجليزية)
- ميستانغيت على موقع قاعدة بيانات برودواي على الإنترنت (الإنجليزية)
- ميستانغيت على موقع قاعدة بيانات الأفلام السويدية (السويدية)
- ميستانغيت على موقع ديسكوغز (الإنجليزية)
- ميستانغيت على موقع قاعدة بيانات الفيلم (الإنجليزية)

- ميستانغيت على موقع IMDb
- موقع معجبين في the Wayback Machine (تم أرشفتها في 28 أكتوبر 2009)
- ميستانغيت بعدسة لينسي ك. 1924
- صور وآدب